# Lionel Taminiaux
Lionel Taminiaux (* 21. Mai 1996 in Ottignies-Louvain-la-Neuve) ist ein belgischer Radrennfahrer.

## Sportlicher Werdegang
Mit dem Wechsel in die U23 wurde Taminiaux 2015 Mitglied im Team Color Code, einem Farmteam des damaligen UCI Professional Continental Teams Wallonie-Bruxelles. Im vierten Jahr in der U23 erzielte er mit dem Sieg beim Grand Prix Criquielion seinen ersten Erfolg bei einem UCI-Rennen. Nachdem er 2017 und 2018 bereits als Stagiaire eingesetzt worden war, erhielt er zur Saison 2019 einen Profi-Vertrag bei Wallonie-Bruxelles. Für das Team gewann er 2019 das Eintagesrennen La Roue Tourangelle.
Zur Saison 2021 wechselte Taminiaux zum Team Alpecin-Fenix, mit dem er zur Saison 2023 in die UCI WorldTour aufstieg. Nachdem er 2021 noch ohne Erfolg geblieben war, konnte er 2022 mit jeweils einem Etappensieg bei den Vier Tagen von Dünkirchen und der Tour de Langkawi zwei Siege seinem Palmarès hinzufügen. Im selben Jahr nahm er mit der Vuelta a España erstmals an einer Grand Tour teil. 2023 blieb er international ohne Sieg, konnte aber zwei Rennen des nationalen Kalenders in Belgien gewinnen. 
2024 verließ Taminiaux Alpecin-Deceuninck und wurde Mitglied im ProTeam Lotto Dstny. Nach zahlreichen Top-10-Platzierungen im Verlauf der Saison erzielte er mit dem Gewinn der ersten Etappe bei der Tour of Guangxi 2024 seinen ersten Sieg auf der UCI WorldTour.

## Erfolge
2018
- Grand Prix Criquielion

2019
- La Roue Tourangelle
- Bergwertung Vier Tage von Dünkirchen

2022
- eine Etappe 4 Tage von Dünkirchen
- eine Etappe Tour de Langkawi

2023
- Schaal Sels Merksem
- GP Gemeente Kortemark

2024
- eine Etappe Tour of Guangxi

## Grand-Tour-Platzierungen
| Grand Tour            | 2022 | 2023 | 2024 |
| --------------------- | ---- | ---- | ---- |
| Giro d’ItaliaGiro     | –    | –    | –    |
| Tour de FranceTour    | –    | –    | –    |
| Vuelta a EspañaVuelta | 127  | –    | –    |